# Vilar de Viladecans
El Mas de Viladecans és un monument del municipi de Sant Boi de Lluçanès (Osona) inclòs en l'Inventari del Patrimoni Arquitectònic Català.

## Història
Juntament amb Vila-rasa i el Vilar, el Mas de Viladecans és un dels tres grans masos de Sant Boi, documentat des del 1221 però conegut des del 1190, és essencialment una construcció del s. XVII tot i que conserva elements del segle xvi com una torre de defensa, sota la qual es troba la primitiva capella del mas; aquesta fou restaurada en els segles xvii i XVIII. La torre de secció octogonal forma part de la renovació de la casa del segle xviii.

## Arquitectura
És una casa formada per un gran cos central de planta rectangular amb coberta a doble vessant lateral a la façana de la porta principal, amb dues torres i diverses construccions annexes amb els teulats en diverses direccions entre les quals hi ha un cos afegit a la dreta de la façana, de dos pisos, amb una porta a la planta i un porxo de cinc arcades i dos ulls de bou. A l'esquerra de la façana principal hi ha una capella dedicada a Sant Joan Baptista. Aquesta façana, de dos pisos i amb balcons conserva restes d'antic esgrafiat.
La masia té dues torres. La primera, de planta quadrada està situada a l'esquerra de la façana lateral esquerra de la casa i parteix de terra formant una de les cantonades de la casa on hi ha adossada la capella i la mateixa casa. Aquesta torre té quatre pisos de finestres i està coberta amb teula formant un terrat.
La segona torre és de planta quadrada però de secció octogonal irregular a la part superior. Aquesta torre s'eleva del centre de la casa com a lluernari per il·luminar l'escala.

### Capella de Sant Joan Baptista
La Capella de Sant Joan Baptista, un edifici de culte d'una sola nau, amb absis quadrangular, petit cimbori sobre la nau i sagristia adossada a l'esquerra de la nau. El teulat de la nau és a doble vessant, el del cimbori és a quatre vessants i el de la sagristia només a una.
La façana de la capella té la porta i un ull de bou. La porta està formada per un arc rebaixat amb motllura fet de carreus regulars. Sobre la porta hi ha una inscripció on es pot llegir: PEÖRA DE 1783. L'ull de bou és rodó, realitzat també amb pedres ben tallades. A l'interior es conserva un altar neoclàssic i una col·lecció de relíquies.
El bugader és una gran pedra buidada amb forma cilíndrica. La part de l'exterior està treballada, a la part de baix hi ha un carot que té un forat a la boca i és per on sortia l'aigua. Hi ha una inscripció que diu PEYA i la data de 16?. Fa 1 metre d'alt i 90 cm de diàmetre.
Antigament estava situada en la masoveria de Viladecans al costat mateix de la llar de foc i era utilitzada per fer-hi la bugada.
La cisterna és una construcció adossada a la façana esquerra de la façana principal formada per un cos rectangular amb un arc a la part esquerra i un pis elevat des d'on es pot treure l'aigua de la cisterna. L'obertura està protegida amb un teulat de metall aguantat per una base adossada al mur de la casa i amb dos pilastres amb arc rebaixat a la part del davant. A l'interior es conserva la corriola de fusta.

### Pallisses
Existeixen dues pallisses:
La primera d'elles es tracta d'una construcció de planta rectangular i teulat a doble vessant, amb dos pisos, l'un a nivell de terra i l'altre amb el terra de fusta aguantat amb bigues. Construït amb tres murs de pedres irregulars, pedres cantoneres ben tallades i tres columnes centrals.
Originàriament la pallissa era més baixa. En estar en un lloc on el terreny és irregular, a la part del fons de la construcció, el mur és molt més baix que a la part del davant.
La segona pallissa, és una construcció també de planta rectangular amb murs que tanquen els quatre vents i teulada a doble vessant, creant un únic espai interior. La façana principal és l'única que té obertures amb una porta central amb un arc rebaixat fet amb maons i dues finestres baixes també rodejades de maó. El mur és de pedra. A la part del darrere de la pallissa es veu clarament que hi ha més d'una fase constructiva o bé que la pallissa va ser feta aprofitant una antiga construcció que també tenia el teulat a doble vessant.